# ダグ・プラウィッツ
ダグ・プラウィッツ（Dag Prawitz、1936年5月16日 - ）は、スウェーデンの哲学者、論理学者。証明論に関する研究と自然演繹の基礎の分野で最もよく知られている。ストックホルム生まれ。

## 著作
- Dag Prawitz (1965). Natural Deduction: A Proof-Theoretical Study. Dover Publication

## 受賞歴
- 1981年：スウェーデン王立科学アカデミー会員[3]
- 1984年：国際哲学研究所（Institut international de philosophie）会員
- 1987年：スウェーデン王立アカデミー（文学・歴史・考古）会員
- 1989年：ヨーロッパ・アカデミー会員[4]
- 1989年：ノルウェー科学・文学アカデミー外国会員
- 2000年：王立ノルウェー科学・文学アカデミー外国会員
- 2007年：イタリア・ボローニャ高等研究所科学メダル受賞
- 2020年：ロルフ・ショック賞を論理学・哲学部門でペール・マルティン＝レーフと共同受賞した。